# Сиволобов, Михаил Алексеевич
Михаи́л Алексе́евич Сиволо́бов — советский хозяйственный, государственный и политический деятель.

## Биография
Родился в 1911 году в Санкт-Петербурге. Член КПСС.
С 1929 года — на хозяйственной, общественной и политической работе. В 1929—1971 гг. — комсомольский работник и литературный сотрудник в советской прессе, участник Великой Отечественной войны, военный корреспондент газеты «Правда», редактор газеты «Ленинградская правда», директор Профиздата, директор Госполитиздата (Издательства политической литературы), доцент кафедры факультета журналистики МГУ имени М. В. Ломоносова.
Умер в Москве в 1971 году. Похоронен на Новодевичьем кладбище.